# Мучениці (фільм, 2016)
«Мучениці» (англ. Martyrs) — американський фільм жахів, знятий Кевіном і Майклом Гетц. Стрічка є ремейком французького однойменного фільму Паскаля Ложьє 2008 року. Прем'єра фільму в Україні відбулась 4 лютого 2016 року. «Мучениці» розповідає про жінку на ім'я Люсі, яка разом із подружкою шукає винних у своєму ув'язненні десять років тому.

## У ролях
- Тройєн Беллісаріо — Люсі
- Кейтлін Кармайкл — Сем
- Кейт Бьортон — Анна
- Бейлі Ноубл — Елеанор
- Тобі Гасс — Фентон